# Markus Rosenberg
Nils Markus Rosenberg (født 27. september 1982 i Malmø) er en tidligere svensk fodboldspiller, der blandt andet spillede for Malmö FF. Rosenberg var en hovedstødsstærk frontangriber og kendes i Danmark blandt andet fra sin rolle i den skandaløse afslutning på Danmark-Sverige 2. juni 2007, hvor han angiveligt provokerede Christian Poulsen, så denne slog Rosenberg og blev udvist. I det efterfølgende kaos løb en tilskuer på banen og slog dommeren, hvorpå kampen blev stoppet i utide.

## Klubkarriere
Rosenberg indledte sin karriere i Malmö FF, hvor han fik kontrakt i 2001. Han havde dog svært ved at få spilletid og blev derfor udlejet til Halmstads BK i 2004, hvor han blev ligatopscorer. Efter endnu en sæson i Malmö med større succes blev han solgt til Ajax Amsterdam. Her viste træner Danny Blind ham tillid ved at sætte ham i startopstillingen som forreste angriber fra første dag, og han kvitterede med at score i nogle af de første kampe. Senere blegnede Rosenbergs succes lidt, og med Ajax' køb af Klaas Jan Huntelaar blev han skubbet ud på kanten, og i den følgende sæson blev han primært brugt som backup for Huntelaar.
I vinterpausen 2006-07 skiftede han derfor til Werder Bremen, hvor han efterfølgende har fået pæn succes. Han blev i sommeren 2010 udlejet til spanske Racing Santander. Her spillede han indtil sommeren 2011. Hans kontrakt med Werder Bremen udløb i sommeren 2012, hvorefter han i august skiftede til West Bromwich.
Eftersom Markus ikke var fast mand hos West Bromwich, kunne han ikke afslå tilbuddet fra Malmö FF, som officielt efter den 2. februar 2014 var hans nye klub. Han skrev nemlig under med Malmø-klubben. Markus havde tidligere både spillet for Malmö FF på senior- samt ynglingeniveau.

## Landsholdskarriere
Rosenberg spillede en halv snes kampe på det svenske U/21-landshold, og da han viste styrke i Ajax, blev han udtaget til A-landsholdet til VM i fodbold 2006, hvor han dog ikke fik spilletid. Det har han dog fået efterfølgende, hvor han har rundet 33 kampe for Sverige og scoret seks mål.